# 彭后街道
彭后街道，是中华人民共和国河北省石家庄市桥西区下辖的一个乡镇级行政单位。

## 行政区划
彭后街道下辖以下地区：
东华路社区、电报局街社区、裕光社区、东马路社区和煤市路社区。